# Comet Car & Engineering
Die Comet Car & Engineering Co. Ltd. war ein britischer Automobilhersteller, der 1936–1938 in Croydon (Surrey) ansässig war.
Der Comet war ein Leichtfahrzeug, das von Invicta konzipiert wurde. Wie die sportlichen Invicta war auch der Comet für sein geringes Gewicht sehr gut motorisiert. Er hatte einen Reihenvierzylindermotor mit obenliegender Nockenwelle und 1203 cm³ Hubraum. Seine Vorderräder waren einzeln aufgehängt. Anders als seine großen Kollegen erreichte der Comet nie nennenswerte Fertigungszahlen.

## Quelle
- David Culshaw & Peter Horrobin: The Complete Catalogue of British Cars 1895–1975. Veloce Publishing plc. Dorchester (1997). ISBN 1-874105-93-6